# Payback (2016)
Payback (2016) — четвёртое в истории шоу Payback, PPV-шоу производства американского рестлинг-промоушна WWE. Оно состоялось 1 мая 2016 года на «Олстейт-арене» в городе Розмонт, Иллинойс, США.

## Результаты
| №                                               | Матч                                                                           | Тип матча                                                          | Время |
| ----------------------------------------------- | ------------------------------------------------------------------------------ | ------------------------------------------------------------------ | ----- |
| Kickoff                                         | Дольф Зигглер победил Барона Корбина                                           | Одиночный матч                                                     | 7:43  |
| Kickoff                                         | Калисто (с) победил Райбека                                                    | Одиночный матч за титул Чемпиона Соединённых Штатов WWE            | 8:45  |
| 1                                               | Матч Энцо Аморе и Большого Касса против Водевилистов закончился без результата | Финал турнира за претенденство на командные титулы                 | 3:58  |
| 2                                               | Кевин Оуэнс победил Сэми Зeйна                                                 | Одиночный матч                                                     | 14:30 |
| 3                                               | Миз (с) победил Сезаро                                                         | Одиночный матч за титул интерконтинентального чемпиона WWE         | 11:20 |
| 4                                               | Дин Эмброус победил Криса Джерико                                              | Одиночный матч                                                     | 18:28 |
| 5                                               | Шарлотт (с Рик Флэром) (с) победила Наталью (с Брет Хартом)                    | Матч за титул Чемпионки WWE среди Женщин                           | 13:04 |
| 6                                               | Роман Рейнс (с) победил Эй Джей Стайлза                                        | Матч без дисквалификации за титул чемпиона мира в тяжёлом весе WWE | 25:55 |
| (c) — чемпион на момент поединка; (P) — пре-шоу |                                                                                |                                                                    |       |